# Maximilian Mayer (Sänger)
Maximilian Mayer (* 1991 in Regensburg) ist ein deutscher Opernsänger (Tenor).

## Leben
Maximilian Mayer absolvierte 2010 sein Abitur am Musikgymnasium der Regensburger Domspatzen. Anschließend nahm er ein Gesangsstudium an der Musikuniversität Wien bei Peter Edelmann auf. Außerdem war er Mitglied der Regensburger Band Five11.
Mayer trat in Opern und Operetten u. a. am Hessischen Staatstheater Wiesbaden, an der Semperoper in Dresden, am Theater Dortmund, am Staatstheater Kassel und am Gärtnerplatztheater in München auf, wo er von 2016 bis 2023 als festes Ensemblemitglied engagiert war.

## Rollenrepertoire
- Tamino (W. A. Mozart – Die Zauberflöte)
- Ferrando (W. A. Mozart – Così fan tutte)
- Don Ottavio (W. A. Mozart – Don Giovanni)
- Camille de Rosillon (Lehár – Die lustige Witwe)
- Froh (Richard Wagner – Das Rheingold)
- Alfred und Eisenstein (Strauss – Die Fledermaus)
- Candide (Leonard Bernstein – Candide)
- Graf René (Leo Fall – Madame Pompadour)
- Erster Fremder (Eduard Künneke – Der Vetter aus Dingsda )